# Pediopsis completa
Pediopsis completa är en insektsart som beskrevs av Evans 1971. Pediopsis completa ingår i släktet Pediopsis och familjen dvärgstritar. Inga underarter finns listade i Catalogue of Life.